# 狙撃 地下捜査官
『狙撃 地下捜査官』（そげき ちかそうさかん、Snipe ）は、永瀬隼介の推理小説。『野性時代』（角川書店）にて2009年4月号・7月号・9月号・11月号に連載された。
2016年、本作を原作としたテレビドラマが放送された。

## テレビドラマ
『ドラマスペシャル 狙撃』は、2016年10月2日にテレビ朝日で放送。主演は尾野真千子。

### キャスト
- 上月涼子（警視庁捜査一課 → 西小金井警察署 → 警視庁警務部特務監察室〈配置転換〉・巡査部長） - 尾野真千子（少女期：萩原みのり）
- 貴島彰（警視庁公安部刑事） - 阿部サダヲ
- 成瀬勝巳（警視庁警務部特務監察室捜査官・警部補） - 北村有起哉
- 神戸悟（ジャーナリスト・警視庁公安部の元刑事） - 小市慢太郎
- 斉木優也（警視庁組織犯罪対策部刑事・警部、涼子と不倫関係） - 眞島秀和
- 花村加代（警視庁警務部特務監察室事務） - 鈴木麻衣花[2]
- 清田洋一（狙撃事件重要参考人・警視庁東品川警察署の元巡査部長） - 永山たかし[3]
- 谷川敦（強姦犯） - 南圭介
- 上月美香子（涼子の母・15年前死亡） - 大家由祐子
- 竹下実（西小金井警察署刑事） - 斎藤歩
- 宮田達之（国家警察委員会会長・元国務大臣） - 柄本明
- 吉村泰三（西小金井警察署署長） - 浅見小四郎
- 上月涼子の祖母 - 小貫加恵
- 西耕輔（西小金井警察署刑事） - 鈴木拡樹
- 藤宮希衣（藤宮佳苗の母） - 髙橋かすみ
- 瀬川卓（医師） - 久松信美
- 新井隼人（15年前のコンビニ強盗・上月美香子を刺殺） - 横井寛典[4]
- 幸田正揮（警視庁管理官） - 山王弥須彦
- 鎮目の部下 - 圷真樹
- 伊藤雄基（鎮目の部下） - 吉田智則[5]
- レポーター - 草薙和輝（テレビ朝日アナウンサー）
- 鎮目の部下 - 佐藤良洋[6]
- 鎮目の部下 - 永栄正顕
- 藤宮佳苗（警視庁公安部の刑事・貴島の恋人・15年前死亡） - 鈴木杏
- 城田義彦（警視庁警務部長） - でんでん
- 嶋壮一（大都警備保障の相談役・元警視総監） - 長谷川初範
- 真武士高（警視庁公安部刑事） - 松重豊
- 鎮目竜二（警視庁警務部特務監察室の室長・警視正） - 佐藤浩市[7]

### スタッフ
- 原作 - 永瀬隼介
- 脚本 - 保木本真也
- 演出 - 秋山純[8]（テレビ朝日）
- 音楽 - KOSEN（ポイントブランク）
- サウンドデザイン - 石井和之
- ガンエフェクト - BIGSHOT
- 殺陣 - 大道寺俊典
- 警察監修 - 石坂隆昌
- 技術協力 - テイクシステムズ、Kカンパニー
- 美術協力 - テレビ朝日クリエイト、東京美工
- ポスプロ - ブル、三友
- ゼネラル・プロデューサー - 黒田徹也（テレビ朝日）
- プロデューサー - 秋山純（テレビ朝日）、冨田英樹（ジャンゴフィルム）
- ラインプロデューサー-高橋政彦
- 制作協力 - ジャンゴフィルム
- 制作著作 - テレビ朝日